# Charaxes brennus
Charaxes brennus är en fjärilsart som beskrevs av Felder 1866. Charaxes brennus ingår i släktet Charaxes och familjen praktfjärilar. Inga underarter finns listade i Catalogue of Life.